# Gioan Đỗ Văn Ngân
Johannes Đỗ Văn Ngân, geboren als Gioan Đỗ Văn Ngân (* 7. Juni 1953 in der Provinz Ninh Bình) ist ein vietnamesischer Geistlicher und römisch-katholischer Bischof von Xuân Lộc.

## Leben
Johannes Đỗ Văn Ngân besuchte von 1965 bis 1973 das Kleine Seminar Saint-Joseph in Saigon, gefolgt vom päpstlichen Institut Pius X. in Đà Lạt.  Am 14. Januar 1992 empfing er das Sakrament der Priesterweihe für das Bistum Xuân Lộc. Ihm wurde die Pfarrei Ninh Phát zugeteilt, wo er zunächst als Vikar und dann bis 2005 als Pfarrer tätig war.
Im Jahr 1998 erlangte er einen Abschluss in vietnamesischer Literatur an der Universität für Sozial- und Geisteswissenschaften in Ho-Chi-Minh-Stadt. Von 2006 bis 2010 vertiefte er seine philosophischen Kenntnisse an der Universität Santo Tomas in Manila auf den Philippinen, wo er das Lizenziat erwarb. Nach seiner Rückkehr wurde er Dozent der Philosophie und Vizerektor des Priesterseminars St. Joseph von Xuân Lộc. Mitte 2016 berief ihn der neue Bischof von Xuân Lộc, Joseph Đinh Đức Đạo, zum Generalvikar der Diözese.
Am 2. Mai 2017 ernannte ihn Papst Franziskus zum Titularbischof von Buleliana und zum Weihbischof in Xuân Lộc. Der Bischof von Xuân Lộc, Joseph Đinh Đức Đạo, spendete ihm am 1. Juni desselben Jahres die Bischofsweihe. Mitkonsekratoren waren der Bischof von Bùi Chu, Thomas Vu Dình Hiêu, und der Bischof von Phát Diệm, Joseph Nguyen Nang.
Am 16. Januar 2021 ernannte ihn Papst Franziskus zum Bischof von Xuân Lôc. Die Amtseinführung fand am 3. März desselben Jahres statt.
Sein Name kombiniert die westliche Namenstradition (Gioan (Johannes) als Vorname vor den Familiennamen Đỗ) mit der vietnamesischen (Văn Ngân als persönlicher Name steht hinter dem Familiennamen).